# Mayville (condado de Clark, Wisconsin)
Mayville es un pueblo ubicado en el condado de Clark en el estado estadounidense de Wisconsin. En el Censo de 2010 tenía una población de 961 habitantes y una densidad poblacional de 11,43 personas por km².

## Geografía
Mayville se encuentra ubicado en las coordenadas 44°59′33″N 90°23′17″O / 44.99250, -90.38806. Según la Oficina del Censo de los Estados Unidos, Mayville tiene una superficie total de 84.08 km², de la cual 83.81 km² corresponden a tierra firme y (0.32%) 0.27 km² es agua.

## Demografía
Según el censo de 2010, había 961 personas residiendo en Mayville. La densidad de población era de 11,43 hab./km². De los 961 habitantes, Mayville estaba compuesto por el 95.53% blancos, el 0.42% eran afroamericanos, el 0.31% eran amerindios, el 0.21% eran asiáticos, el 0% eran isleños del Pacífico, el 2.91% eran de otras razas y el 0.62% pertenecían a dos o más razas. Del total de la población el 6.66% eran hispanos o latinos de cualquier raza.